# Avril 2008 en sport
 (juin 2021).
Si vous disposez d'ouvrages ou d'articles de référence ou si vous connaissez des sites web de qualité traitant du thème abordé ici, merci de compléter l'article en donnant les références utiles à sa vérifiabilité et en les liant à la section « Notes et références ».
Cette page concerne l'actualité sportive du mois d'avril 2008

## Mardi1eravril2008
- Hockey sur glace :  grâce à leur victoire 6 à 4 face aux Diables Rouges de Briançon lors du 3e match de la finale de la Ligue magnus, les Dragons de Rouen remportent leur neuvième titre de Champion de France.

## Dimanche6 avril2008
- Formule 1 : pour la deuxième année consécutive, Felipe Massa sur Ferrari remporte le Grand Prix de Bahreïn, troisième manche du championnat du monde de Formule 1 2008. Il s'impose devant son coéquipier Kimi Räikkönen et la BMW Sauber de Robert Kubica. Au championnat du monde des pilotes, Kimi Räikkönen ravit le commandement à Lewis Hamilton (arrivé seulement 13e) tandis que chez les constructeurs, BMW Sauber pointe en tête pour la première fois de son histoire.
- Hockey sur glace : les Canadiens de Montréal sont parvenus au titre de Champion de la Conférence de l'Est de la LNH pour la saison 2007-2008, avec une récolte de 104 points durant la saison régulière.
- Cyclisme : le champion de Belgique Stijn Devolder (Quick Step) remporte la 92e édition du Tour des Flandres devant son compatriote Nick Nuyens (Cofidis, 2e) et l'Espagnol Juan Antonio Flecha (Rabobank, 3e).

## Mercredi9 avril2008
- Hockey sur glace : début des séries éliminatoires de la Coupe Stanley.

## Jeudi10 avril2008
- Hockey sur glace : les ZSC Lions remportent leur 6e titre de champion de Suisse au sixième match de la finale, en éliminant le Genève-Servette Hockey Club aux tirs au but.

## Vendredi11 avril2008
- Cyclisme : à l'issue de la 4e et dernière étape, remportée par  l'Argentin Maximiliano Richeze (CSF Group Navigare), le Français Thomas Voeckler remporte, pour sa première participation, le Circuit de la Sarthe. Il s'agit de sa 10e victoire professionnelle.

## Dimanche13 avril2008
- Cyclisme : déjà victorieux de l'épreuve en 2005, le Belge Tom Boonen (Quick Step) remporte la 106e édition de la course Paris-Roubaix, en devançant au sprint ses deux compagnons d'échappée, le Suisse Fabian Cancellara (CSC) et l'Italien Alessandro Ballan (Lampre)

## Vendredi18 avril2008
- Escrime : Championnats du monde d'escrime 2008 à Pékin. L'équipe d'Italie remporte le titre mondial au fleuret masculin par équipe.

## Samedi19 avril2008
- Haltérophilie : aux Championnats d'Europe organisés à Lignano (Italie), le Français Benjamin Hennequin obtient la médaille de bronze à l'épreuve de l'épaulé-jeté et bat son propre record de France de la spécialité, atteignant pour la première fois la barre symbolique des 200 kg.
- Escrime : Championnats du monde d'escrime 2008 à Pékin. L'équipe de France remporte le titre mondial à l'épée féminine par équipe.
- Handball : en battant Toulouse sur le score de 36-34, lors de la 24e journée, Montpellier remporte, à deux journées de la fin du championnat, son 10e titre de champion de France.

## Dimanche20 avril2008
- Sport automobile : l'Américaine Danica Patrick gagne à Motegi au Japon la troisième manche du championnat IndyCar Series 2008. Elle rentre dans l'histoire du sport automobile en devenant la première femme à remporter une course d'un championnat majeur de monoplace.
- Cyclisme : pour sa première participation à l'épreuve printanière néerlandaise de la province du Limbourg, l'Italien Damiano Cunego (Lampre) remporte la 43e édition de l'Amstel Gold Race en devançant de quelques mètres ses compagnons d'échappée, le Luxembourgeois Fränk Schleck (Team CSC, 2e) et l'Espagnol Alejandro Valverde (Caisse d'Épargne, 3e).
- Hockey sur glace : les Eisbären de Berlin sont redevenus champions d'Allemagne en battant une troisième fois Cologne en finale de la DEL.

## Mardi22 avril2008
- Football, Ligue des Champions, 1re demi-finale aller : 
  -  Liverpool FC 1-1 Chelsea

## Mercredi23 avril2008
- Football, Ligue des Champions, 2e demi-finale aller : 
  -  FC Barcelone 0-0 Manchester United

## Jeudi24 avril2008
- Football, Coupe UEFA, demi-finales aller :
  -  Bayern Munich 1-1 Zénith St-Pétersbourg 
  -  Glasgow Rangers 0-0 AC Fiorentina

## Dimanche27 avril2008
- Formule 1 : Kimi Räikkönen (Ferrari) remporte le Grand Prix d'Espagne et conforte sa position en tête du classement du championnat du monde. Le Finlandais s'impose devant son coéquipier Felipe Massa et le Britannique Lewis Hamilton (McLaren-Mercedes). La course a été marquée par le violent accident de l'autre pilote McLaren, Heikki Kovalainen, évacué par hélicoptère mais qui ne souffre que de blessures légères.

- Rallye : le Finlandais Mikko Hirvonen remporte sur sa Ford Focus WRC la première édition du Rallye de Jordanie comptant pour le championnat du monde des rallyes. En s'imposant devant l'Espagnol Daniel Sordo (Citroën C4 WRC) et l'Australien Chris Atkinson (Subaru Impreza WRC), il reprend la tête du championnat au Français Sébastien Loeb, classé seulement 10e après s'être retiré de l'épreuve lors de la deuxième journée de course.

- Tennis : demi-finales de la Fed Cup 2008
  - à Moscou :  Russie 3-0 États-Unis 
  - à Pékin :  Chine 1-4 Espagne

## Mardi29 avril2008
- Football, Ligue des Champions, 1re demi-finale retour : 
  -  Manchester United 1-0 FC Barcelone . L'Équipe de Manchester est qualifiée pour la finale, le 21 mai 2008, au Stade Loujniki de Moscou.

## Mercredi30 avril2008
- Football, Ligue des Champions, 2e demi-finale retour : 
  -  Chelsea 3-2 (a. p.) Liverpool FC .  L'Équipe de Chelsea est qualifiée pour la finale, le 21 mai 2008, au Stade Loujniki de Moscou.

## Principaux rendez-vous sportifs du mois d'avril 2008
- 24 mars au 6 avril, Tennis : Tournois ATP et WTA de Miami.
- 1er et 2 avril, Football : Ligue des champions (quarts de finale aller).
- 3 avril, Football : Coupe UEFA (quarts de finale aller).
- 4 au 6 avril, Rugby à XV : Coupe d'Europe (quarts de finale).
- 5 au 13 avril, Curling : Championnats du monde masculin.
- 6 avril, Formule 1 : 
  - Grand Prix de Bahreïn.
  - Cyclisme : Tour des Flandres.
- 7 au 12 avril, Cyclisme : Tour du Pays basque.
- 7 au 13 avril, Tennis : Tournoi WTA d'Amelia Island.
- 8 et 9 avril, Football : Ligue des champions (quarts de finale retour).
- 9 avril, Cyclisme : Gand-Wevelgem.
- 9 au 13 avril, Natation : Championnats du monde en petit bassin à Manchester.
- 10 avril, Football : Coupe UEFA (quarts de finale retour).
- 10 au 13 avril :
  - Golf : Masters à Augusta.
  - Basket-ball : Euroligue dames (finale à quatre).
  - Tennis : Coupe Davis (quarts de finale).
- 13 avril, Cyclisme : Paris-Roubaix.
- 13 avril, Moto (vitesse) : Grand Prix du Portugal.
- 14 au 20 avril, Tennis : Tournois ATP de Valence (Espagne), Houston (États-Unis), Estoril (Portugal), Tournoi WTA de Charleston (États-Unis).
- 18 et 20 avril :
  - Basket-ball : Eurocoupe messieurs (finale à quatre).
  - Escrime : Championnats du monde d'escrime à Pékin (Chine).
- 19 et 20 avril, Moto (endurance) : 24 Heures du Mans.
- 20 avril :
  - Cyclisme : Amstel Gold Race.
  - Voile : Départ de la Transat AG2R .
- 21 au 27 avril, Tennis : Tournoi ATP de Monte-Carlo.
- 22 et 23 avril, Football: Ligue des champions (demi-finales aller).
- 23 avril, Cyclisme : Flèche wallonne.
- 24 avril, Football : Coupe UEFA (demi-finales aller).
- 24 au 27 avril, Auto(rallye) : Rallye de Jordanie.
- 26 et 27 avril, Tennis : Fed Cup (demi-finales).
- 27 avril :
  - Formule 1 : Grand Prix d'Espagne.
  - Cyclisme : Liège-Bastogne-Liège.
- 28 avril au 4 mai, Tennis : Tournois ATP de Barcelone (Espagne), Munich (Allemagne), Tournois WTA de Varsovie (Pologne), Fès (Maroc).
- 29 et 30 avril, Football : Ligue des champions (demi-finales retour).
- 29 avril au 4 mai, Cyclisme: Tour de Romandie.
- 30 avril au 3 mai, Squash : Championnat d'Europe par équipes.